# Mangalsen
Mangalsen (nep. मंगलसेन, trl. Maṁgalsen, trb. Mangalsen) – gaun wikas samiti w zachodniej części Nepalu w strefie Seti w dystrykcie Achham. Według nepalskiego spisu powszechnego z 2011 roku liczył on 2222 gospodarstwa domowe i 10 458 mieszkańców (5407 kobiet i 5051 mężczyzn).